# The Human Equation
The Human Equation is het zesde album van Ayreon, het langdurende muziekproject van Arjen Anthony Lucassen. Zoals gebruikelijk voor Ayreon nodigde Arjen Lucassen een groot aantal artiesten uit om mee te werken aan dit dubbelalbum.
Het liedje "Day Seven: Hope" werd uitgebracht als single onder de titel "Come Back to Me", inclusief het liedje "August Fire", een coverversie van "When I'm Sixty-Four" (The Beatles), een dance-mix van "Come Back to Me", een officiële videoclip voor het liedje, en een making of.

## Verhaallijn
Een man raakt door een bizar auto-ongeluk in coma. Zijn vrouw en beste vriend houden de wacht bij zijn bed, en proberen te achterhalen wat er gebeurd is, in de hoop dat hij snel weer ontwaakt.
Afgesneden van de buitenwereld vindt de man zichzelf in een vreemde wereld waarin zijn emoties hem confronteren met de keuzes die hij in zijn leven gemaakt heeft. Langzaam wordt hij zich hierdoor bewust van de gebeurtenissen die leidden tot het ongeluk.
De comateuze toestand duurt 20 dagen, en ieder nummer op het album beschrijft één dag.

## Nummers
Alle muziek en teksten zijn geschreven door Arjen Anthony Lucassen. 
| 1.                 | Day One (Vigil)       | 01:33 |
| 2.                 | Day Two (Isolation)   | 08:43 |
| 3.                 | Day Three (Pain)      | 04:58 |
| 4.                 | Day Four (Mystery)    | 05:38 |
| 5.                 | Day Five (Voices)     | 07:10 |
| 6.                 | Day Six (Childhood)   | 05:05 |
| 7.                 | Day Seven (Hope)      | 02:47 |
| 8.                 | Day Eight (School)    | 04:23 |
| 9.                 | Day Nine (Playground) | 02:15 |
| 10.                | Day Ten (Memories)    | 03:58 |
| 11.                | Day Eleven (Love)     | 04:18 |
| Totale duur: 50:48 |                       |       |

| 1.                 | Day Twelve (Trauma)        | 09:00 |
| 2.                 | Day Thirteen (Sign)        | 04:48 |
| 3.                 | Day Fourteen (Pride)       | 04:43 |
| 4.                 | Day Fifteen (Betrayal)     | 05:24 |
| 5.                 | Day Sixteen (Loser)        | 04:46 |
| 6.                 | Day Seventeen (Accident?)  | 05:42 |
| 7.                 | Day Eighteen (Realization) | 04:31 |
| 8.                 | Day Nineteen (Disclosure)  | 04:42 |
| 9.                 | Day Twenty (Confrontation) | 07:04 |
| Totale duur: 50:41 |                            |       |

## Muzikanten

### Zangers en zangeressen
- James LaBrie (Dream Theater) als "Me" (ik, de hoofdpersoon in het verhaal)
- Mikael Åkerfeldt (Opeth, Bloodbath) als "Fear" (angst)
- Eric Clayton (Saviour Machine) als "Reason" (rede)
- Heather Findlay (Mostly Autumn) als "Love" (liefde)
- Irene Jansen (ex-Karma) als "Passion" (passie)
- Magnus Ekwall (The Quill) als "Pride" (trots)
- Devon Graves (Dead Soul Tribe/ex-Psychotic Waltz) als "Agony" (kwelling)
- Marcela Bovio (Elfonía, Stream of Passion) als "Wife" (vrouw)
- Mike Baker (Shadow Gallery) als "Father" (vader)
- Arjen Lucassen als "Best Friend" (beste vriend)
- Devin Townsend (ex-Strapping Young Lad/ex-The Devin Townsend Band) als "Rage" (woede)

### Instrumenten
- Arjen Anthony Lucassen - elektrische en akoestische gitaar, basgitaar, mandoline, keyboard, synthesizer, hammondorgel
- Ed Warby (Gorefest) - drums en percussie
- Robert Baba - viool
- Marieke van den Broek - cello
- John McManus (Celtus, Mama's Boys) - fluit op Day 13, 16 en 18
- Jeroen Goossens - flute op Day 3, 5, 9, 14 en 18, altfluit op Day 2, basfluit op Day 5 en 14, panfluit op Day 6, blokfluit op Day 13, didgeridoo op Day 16, fagot op Day 18
- Joost van den Broek (After Forever) - synthesizersolo op Day 2, spinet op Day 13
- Martin Orford (IQ, Jadis) - synthesizersolo op Day 15
- Ken Hensley (Uriah Heep) - hammondsolo op Day 16
- Oliver Wakeman - synthesizersolo op Day 17

## Hitnotering
| "The Human Equation" in de Nederlandse Album Top 100 - binnen: 29 mei 2004 | "The Human Equation" in de Nederlandse Album Top 100 - binnen: 29 mei 2004 | "The Human Equation" in de Nederlandse Album Top 100 - binnen: 29 mei 2004 | "The Human Equation" in de Nederlandse Album Top 100 - binnen: 29 mei 2004 | "The Human Equation" in de Nederlandse Album Top 100 - binnen: 29 mei 2004 | "The Human Equation" in de Nederlandse Album Top 100 - binnen: 29 mei 2004 | "The Human Equation" in de Nederlandse Album Top 100 - binnen: 29 mei 2004 | "The Human Equation" in de Nederlandse Album Top 100 - binnen: 29 mei 2004 |
| Week                                                                       | 01                                                                         | 02                                                                         | 03                                                                         | 04                                                                         | 05                                                                         | 06                                                                         |                                                                            |
| -------------------------------------------------------------------------- | -------------------------------------------------------------------------- | -------------------------------------------------------------------------- | -------------------------------------------------------------------------- | -------------------------------------------------------------------------- | -------------------------------------------------------------------------- | -------------------------------------------------------------------------- | -------------------------------------------------------------------------- |
| Nummer                                                                     | 19                                                                         | 7                                                                          | 52                                                                         | 61                                                                         | 68                                                                         | 86                                                                         | uit                                                                        |